# Douche

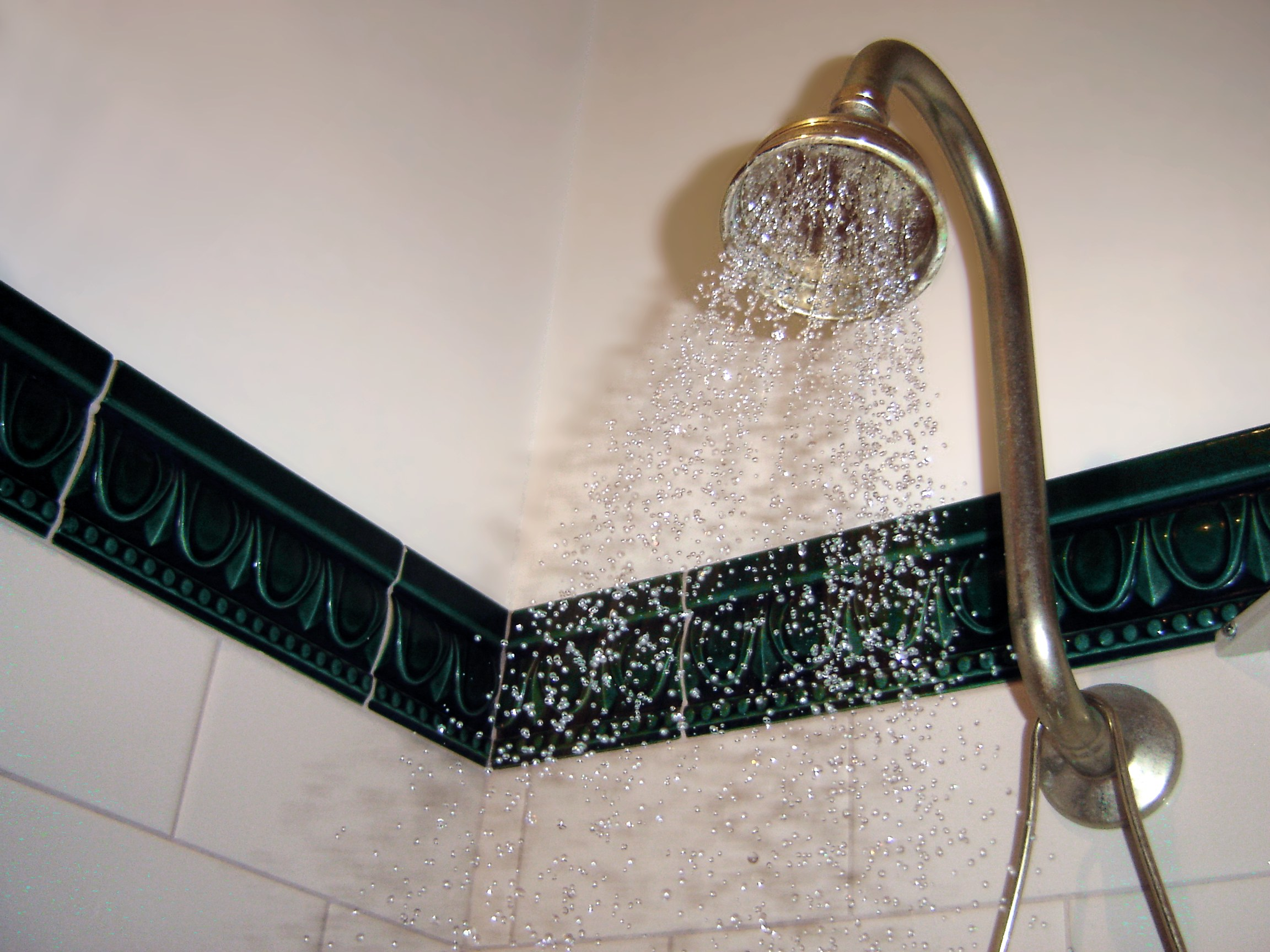
Een vaste douchekop

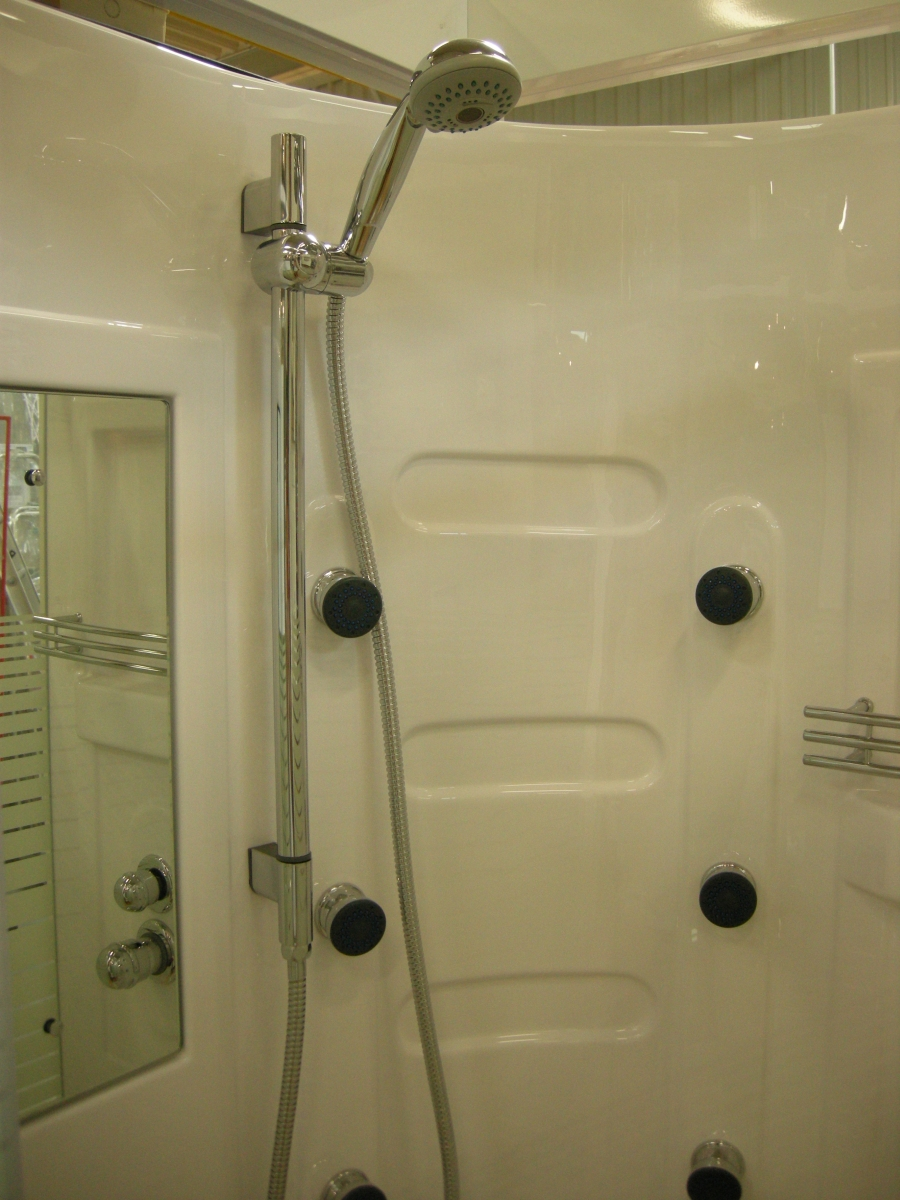
Een douchekop met stang en slang

Een douche of stortbad is een omlaag gerichte bundel van dunne waterstralen die zich gaandeweg verdelen in waterdruppels aangezien ze zich in vrije val bevinden. Met het woord douche wordt ook een voorziening bedoeld die wordt gebruikt om deze bundel te creëren en tevens een ruimte waarin zich zo'n voorziening bevindt. Het doel van de douche is om met water het lichaam te reinigen.

## Uitvoeringen
Een douche bestaat meestal uit een mengkraan, de douchekraan, waarmee heet en koud water gemengd worden tot water met een geriefelijke temperatuur. Dit water wordt door een broes, in dit geval douchekop genoemd, in dunne stralen verdeeld, zodat een zo groot mogelijk oppervlak van het lichaam tegelijk wordt bevochtigd. De douchekop kan vast aan de muur zijn bevestigd, maar is meestal met een afneembare verbinding (haak en oog), al dan niet in hoogte verstelbaar met een douchestang, aan de muur bevestigd en met een flexibele doucheslang met de kraan verbonden. Er bestaat ook een provisorische uitvoering, voorzien van een speciaal mondstuk dat op de uitloop van een mengkraan kan worden aangesloten.
Een doucheruimte behoort tot de zogenoemde natte groepen, is meestal betegeld en heeft in de vloer een zogeheten doucheputje of douchegoot, waar al het water verzameld en via een sifon naar het riool afgevoerd. In deze ruimte kan zich eveneens een toilet en/of een ligbad bevinden. Een douchegordijn beschermt de rest van de ruimte tegen het rondspattende water. Steeds vaker wordt een douchecabine geplaatst: een voorgevormde ruimte met (mat)transparante wanden en deuren en met een geïntegreerde douchebak, als afscherming van de douche. Hierin worden ook wel andere voorzieningen geïntegreerd: massagekoppen, (led)verlichting, zeep- en shampoodispensers, afspiegeling, infraroodstralers enz.
Een tuindouche en een stranddouche zijn eenvoudige voorzieningen om bij warm weer verkoeling te verkrijgen. Hier wordt meestal alleen koud water versproeid. Een campingdouche bestaat uit een reservoir (bijvoorbeeld een jerrycan) met water, die een eindje boven de douchende persoon wordt opgesteld. Aan dit reservoir is een kraan en een douchekop bevestigd.
In zwembaden, sportgelegenheden, sauna's en dergelijke treft men soms ook gemeenschappelijke douches aan, dus een ruimte met meerdere ongescheiden douches, doorgaans alleen voor mensen van hetzelfde geslacht. Meestal is de watertemperatuur hiervan centraal vast ingesteld en wordt de douche bediend met een drukknop die een tijdmechanisme in werking stelt waardoor het water na een korte tijd weer stopt.
Op campings en in jachthavens vindt men meestal douches die met een muntautomaat werken. Het inwerpen van de munt laat de douche gedurende een bepaalde tijd (meestal enkele minuten) werken of de douche geeft standaard alleen koud water en pas na het inwerpen van een munt verkrijgt men warm water.

### Douchekop

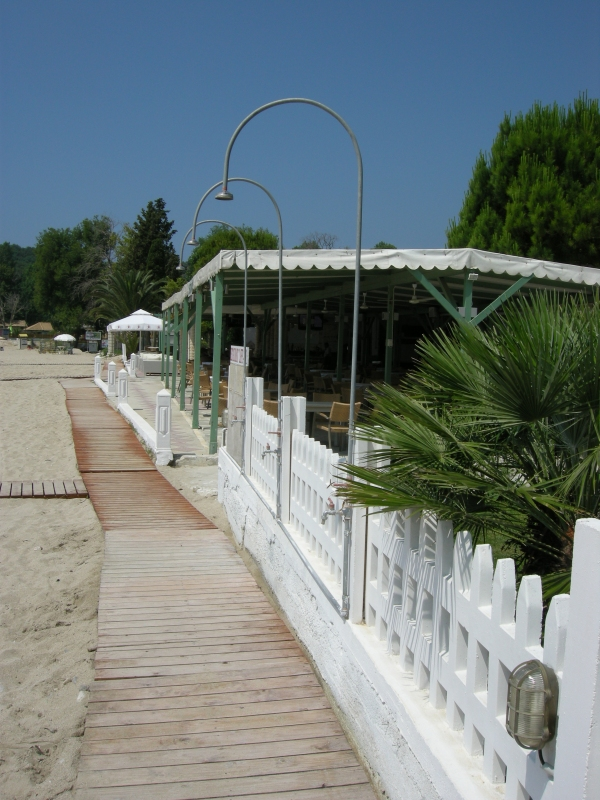
Drie stranddouches in Griekenland

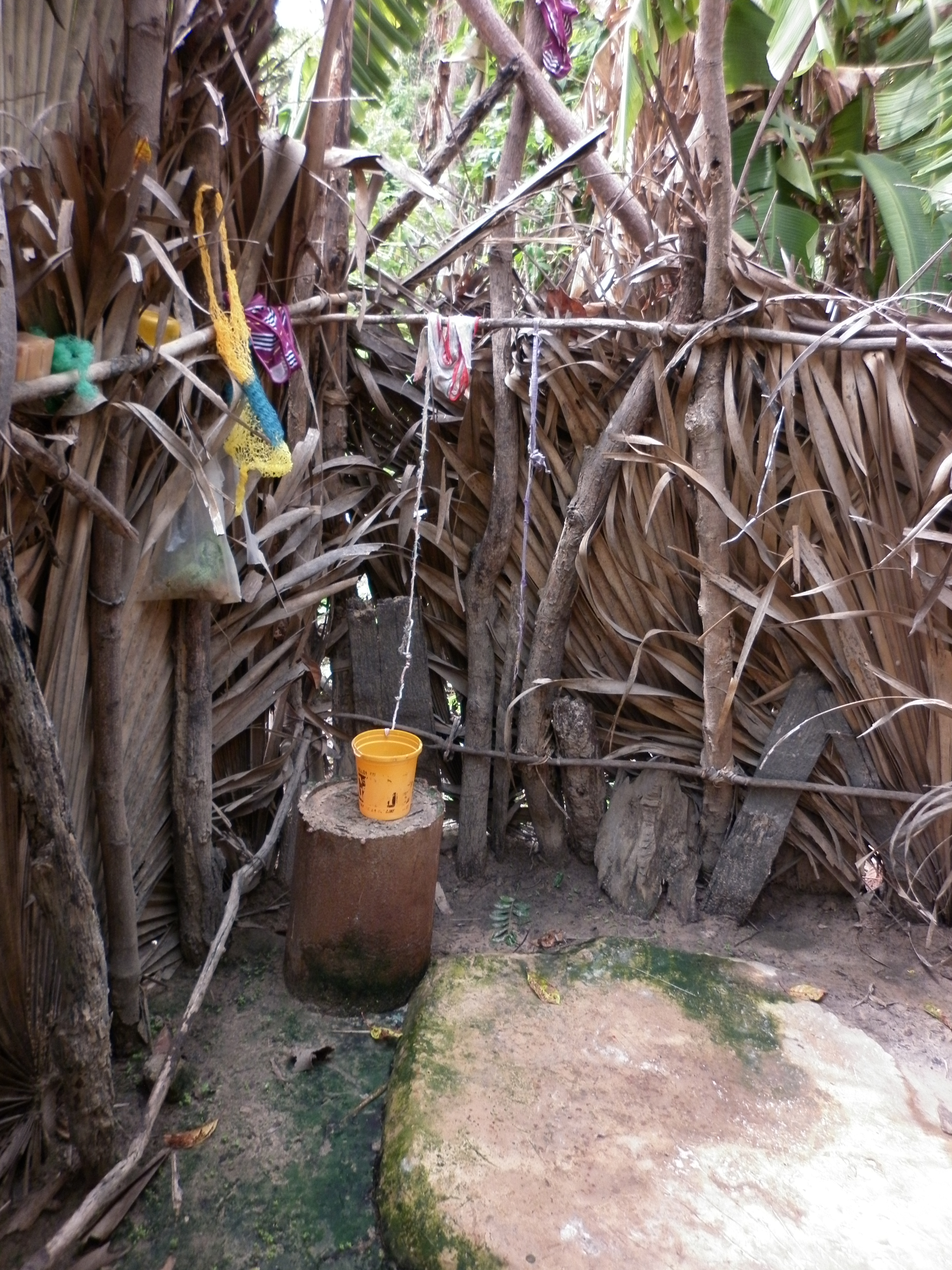
Senegalese brousse douche

Lange tijd bestond de douchekop uit een simpel metalen plaatje met een regelmatig patroon van kleine gaatjes erin, gevat in een ronde behuizing met een gat voor de watertoevoer. Het grote nadeel hiervan was dat de kleine openingen in de meeste drinkwaterregio's snel verkalken, waardoor er uiteindelijk geen water meer door kon stromen. In het laatste decennium van de 20e eeuw vond op dit terrein een kleine revolutie plaats door de toepassing van siliconenrubber voor de wateropeningen, die nu de vorm hebben van spuitmondjes. Hoewel de verkalking nauwelijks minder is, is het verwijderen ervan zeer veel gemakkelijker, omdat de kalk zich veel minder hecht aan het rubber en omdat de aanslag zich net buiten de behuizing ophoopt. Voor deze toepassing wordt om onopgehelderde reden algemeen groengekleurd siliconenrubber gebruikt.
Een andere ontwikkeling, die niet veel later begon, leidt ertoe dat de diameter van de douchekop sterk toeneemt. In 2007 is de grootste losse kop al bijna 25 cm in diameter, deze dient voor een zogenoemde regendouche, een extra grote bundel waterstralen. Inbouwdouches gaan zelfs tot 60 cm. Het waterverbruik is echter navenant hoger en de heetwatertoevoer moet hier vaak wel op aangepast worden.

## Gebruik
Met douchen, onder de douche staan (of springen) of een douche nemen wordt bedoeld: het doorgaans naakte lichaam gedurende enige tijd onder de waterstralen van een douche houden. Dit wordt om uiteenlopende redenen gedaan: 
- om het lichaam te reinigen, na het slapen, na het vrijen, na een werkdag, na het sporten en dergelijke
- om het hoofdhaar te wassen
- om medische of sanitaire redenen
- om op te warmen, bijvoorbeeld na doorweekt te zijn geraakt door een regenbui of een ongeluk te water
- om te ontspannen, eventueel door de beslommeringen 'van zich af te spoelen'

Bijna iedereen gebruikt voor het reinigen van het lichaam zeep, een moderne vervanger hiervan, douchegel, douche-olie of doucheschuim. Voor het reinigen van het hoofdhaar worden shampoo en eventueel conditioner gebruikt. Iemand die tijdens het douchen zijn hoofdhaar niet nat wil maken kan een douchemuts gebruiken. Mensen die niet goed ter been zijn kunnen in een douchestoel zittend gedoucht worden.

## Veiligheid
Een douche wordt ook gebruikt in ziekenhuizen, chemische laboratoria en fabrieken als veiligheidsvoorziening, voor het schoonspoelen van personen die per ongeluk onder bijtende of giftige vloeistof of poeder terecht zijn gekomen en als brandblusser voor het geval dat iemand ineens in brand staat. De douche wordt geactiveerd door aan een touw te trekken, een zwengel opzij te duwen of door op de doucheplaat te staan, die onder het gewicht een kraan opent. Een gezichtsdouche is bedoeld om de ogen en het gelaat schoon te spoelen. Er bestaan ook speciale oogdouches.

## Gevaar
Douchen kan gevaar opleveren voor mensen doordat het water een te hoge temperatuur heeft, waardoor verbranding van de huid kan optreden, en door legionellabesmetting, als er gedurende langere tijd warm water in de toevoerleiding heeft gestaan. Het vernevelen van dit water vergroot de kans op besmetting enorm.
Douchen onder camping- en stranddouches in de open lucht, tijdens onweer, heeft ook risico's: als bliksem inslaat in de doucheleiding of -installatie kan iemand die onder de douche staat, mogelijk geëlektrocuteerd worden door de verdeling van de enorme inslagstromen.
Binnenshuis heeft blikseminslag geen invloed omdat immers de leidingen zich ondergronds (= geaard) bevinden.

## Etymologie
Het woord douche is ontleend aan het Frans. Het is in vele talen overgenomen. In het Middelnederlands werd het woord stort gebruikt, dat overigens in het Afrikaans nog steeds bestaat. Toen werd ook wel gesproken van stortbad, maar tegenwoordig betekent dat het leegkiepen van een emmer o.i.d met (koud) water over een persoon, zoals in veel sauna's mogelijk is.

## Bijbetekenis in het Engels
In het Amerikaans-Engels verwijst de term douche specifiek naar het bewateren van een lichaam of deel van een lichaam voor medische of sanitaire redenen. Hiervoor gebruikt men een zogenaamde douche bag. Dit is een recipiënt met een tuit, een soort van gieter. Een courant gebruik hiervan is voor het toepassen van een vaginale spoeling. De term douche of douche bag heeft hierdoor een ingang gevonden in het Amerikaans als een scheldwoord.

## Uitdrukkingen
- Dat was (als) een koude douche voor hem betekent dat diegene onaangenaam verrast werd.
- Met zingen onder de douche wordt vaak schertsend bedoeld dat iemand niet goed zingen kan.

## Varia
- In 2005 hebben tien Duitsers, twee vrouwen en acht mannen tussen de 18 en 22 jaar het wereldrecord ‘langste douche ooit’ verbroken. Ze begonnen op een woensdag en hielden het tot de zondag erop uit. Ze hebben in totaal 101 uur lang onder de douche gestaan.[1]
- Een Schotse douche is een wisselbad onder de douche genomen.
- Er bestaan warmteterugwinsystemen voor douches. Deze voegen warmte uit het afvoerwater toe aan het aangevoerde koude leidingwater en kunnen daaruit onder optimale omstandigheden meer dan 70% energie terugwinnen.
- Er bestaan ook hondendouches, waarmee campings regelmatig adverteren.